# موسى دياوارا
موسى دياوارا (مواليد 15 أكتوبر 1994) هو لاعب كرة قدم غيني يلعب في مركز الجناح في نادي البنك الأهلي المصري.

## روابط خارجية
- موسى دياوارا على موقع قاعدة بيانات كرة القدم.إي يو (الإنجليزية)
- موسى دياوارا على موقع ناشيونال فوتبول تيمز (الإنجليزية)
- موسى دياوارا على موقع Soccerway.com (الإنجليزية)